# Voyeurisme

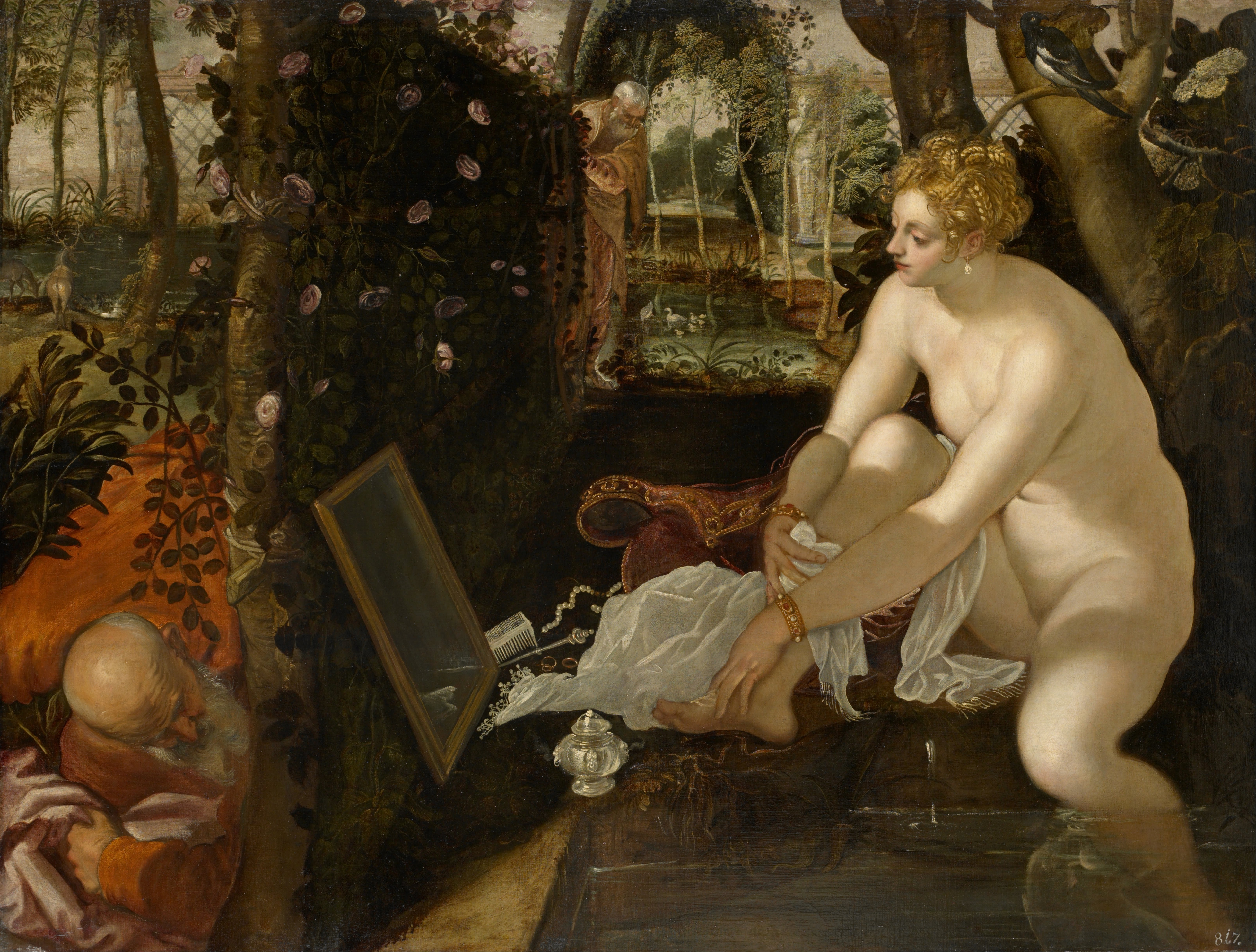
Dos homes contemplant una dona nua que es renta

El voyeurisme o escopofília és el desig i l’acció de contemplar persones nues o realitzant algun tipus d’activitat sexual amb l’objectiu d’aconseguir l’excitació sexual (delectació voyeurista), sense interaccionar directament amb el subjecte observat. Pot estar associat a l'exhibicionisme. És delicte si es fa sense el consentiment de totes les persones implicades, incloses les contemplades, perquè és una vulneració del seu dret a la intimitat. Aquesta pràctica ha estat àmpliament tractada per la pintura i el cinema. Les pràctiques voyeuristes poden variar, però la seva característica principal és que el voyeur no interacciona directament amb el subjecte observat. Pot estar associat a l'exhibicionisme. És delicte si es fa sense el consentiment de totes les persones implicades, incloses les contemplades.

## Etimologia
La paraula voyeur, manlleu del francès, deriva del verb voir (veure) amb el sufix -eur. El terme normalitzat en català que descriu aquesta conducta és "escopofília".

## Perspectives històriques
Hi ha relativament poca recerca acadèmica sobre el voyeurisme. Quan es va publicar una revisió en 1976, només hi havia 15 recursos disponibles. Els voyeurs eren estalviadors de diners en bordells especialment els parisencs, una innovació comercial descrita fins a 1857, però que no guanyava molta notorietat fins a la dècada de 1880, i que no va atreure reconeixement formal mèdico-forense fins a principis de 1890. La societat ha acceptat l'ús del terme voyeur com una descripció de qualsevol que veu la vida íntima d'altres, fins i tot fora d'un context sexual. Aquest terme s'utilitza específicament en relació amb els realitys de televisió i altres mitjans que permeten a les persones veure la vida personal d'altres. Es tracta d'una inversió de la perspectiva històrica, passant d'un terme que descriu detalladament una població específica, a altre que descriu vagament a la població general.
Una de les poques teories històriques sobre les causes del voyeurisme prové de la teoria psicoanalítica. La teoria psicoanalítica proposa que el voyeurisme resulta de la falta d'acceptació de l'ansietat per la castració i de la falta d'identificació amb el pare.

## Prevalença
El voyeurisme té altes prevalences en la majoria de les poblacions estudiades. Inicialment, es creia que el voyeurisme només estava present en una petita part de la població. Aquesta percepció va canviar quan Alfred Kinsey va descobrir que el 30% dels homes prefereixen el coit amb les llums enceses. Aquest comportament no és considerat voyeurisme pels estàndards diagnòstics actuals, però hi havia poca diferenciació entre el comportament normal i el patològic en aquest moment. Recerques posteriors van demostrar que el 65% dels homes s'havien involucrat en el plor, que suggereix que aquest comportament està àmpliament estès per tota la població. Congruent amb això, una recerca va trobar que el voyeurisme és el comportament sexual més comú que trenca la llei en poblacions clíniques i en general. En el mateix estudi es va trobar que el 42% dels universitaris que mai havien estat condemnats per un delicte havien vist a altres en situacions sexuals. Un estudi anterior indica que 54% dels homes tenen fantasies voyeuristes, i que el 42% han provat el voyeurisme. En un estudi nacional de Suècia es va trobar que el 7,7% de la població (homes i dones) havia participat en el voyeurisme en algun moment. També es creu que el voyeurisme té lloc 150 vegades més sovint que indiquen els informes policials. Aquest mateix estudi també indica que hi ha alts nivells de coincidència entre el voyeurisme i l'exhibicionisme, trobant que el 63% dels voyeurs també reporten comportament exhibicionista.

## Característiques
Les persones participen en conductes voyeuristes per diverses raons, però les estadístiques poden indicar quins grups són més propensos a participar en l'acte.
La recerca preliminar va indicar que els voyeurs eren més mentalment sans que altres grups amb parafílies. En comparació amb els altres grups estudiats, es va descobrir que era poc probable que els vocals fossin alcohòlics o usuaris de drogues. Recerques més recents mostren que, en comparació amb la població general, els voyeurs eren moderadament més propensos a tenir problemes psicològics, consumir alcohol i drogues, i tenen un major interès sexual en general. Aquest estudi també mostra que els voyeurs tenen més parelles sexuals a l'any, i són més propensos a tenir una parella en el sexe que la majoria de la gent. Tant la recerca més antiga com la més recent van trobar que els voyeurs típics tenen una edat més avançada de la primera relació sexual. Tanmateix, altres recerques no van trobar diferència en la història sexual entre voyeurs i no voyeurs. Els que no són exhibicionistes tendeixen a ser de nivell socioeconòmic més alt que els que mostren comportament exhibicionista.
Les recerques mostren que, com gairebé totes les parapilies, el voyeurisme és més comú en els homes que en les dones. Tanmateix, les recerques han descobert que tant homes com dones reporten aproximadament la mateixa probabilitat que hipotèticament es comprometin amb el voyeurisme. Sembla haver-hi una major diferència de gènere quan es presenta l'oportunitat de fer voyeurisme. Hi ha molt poca recerca sobre el voyeurisme en dones, per que se sap molt poc sobre el tema. Un dels pocs estudis tracta sobre un estudi de cas d'una dona que també tenia trastorn esquizoide de la personalitat, que limita el grau en què pot generalitzar a poblacions normals.

## Pràctica

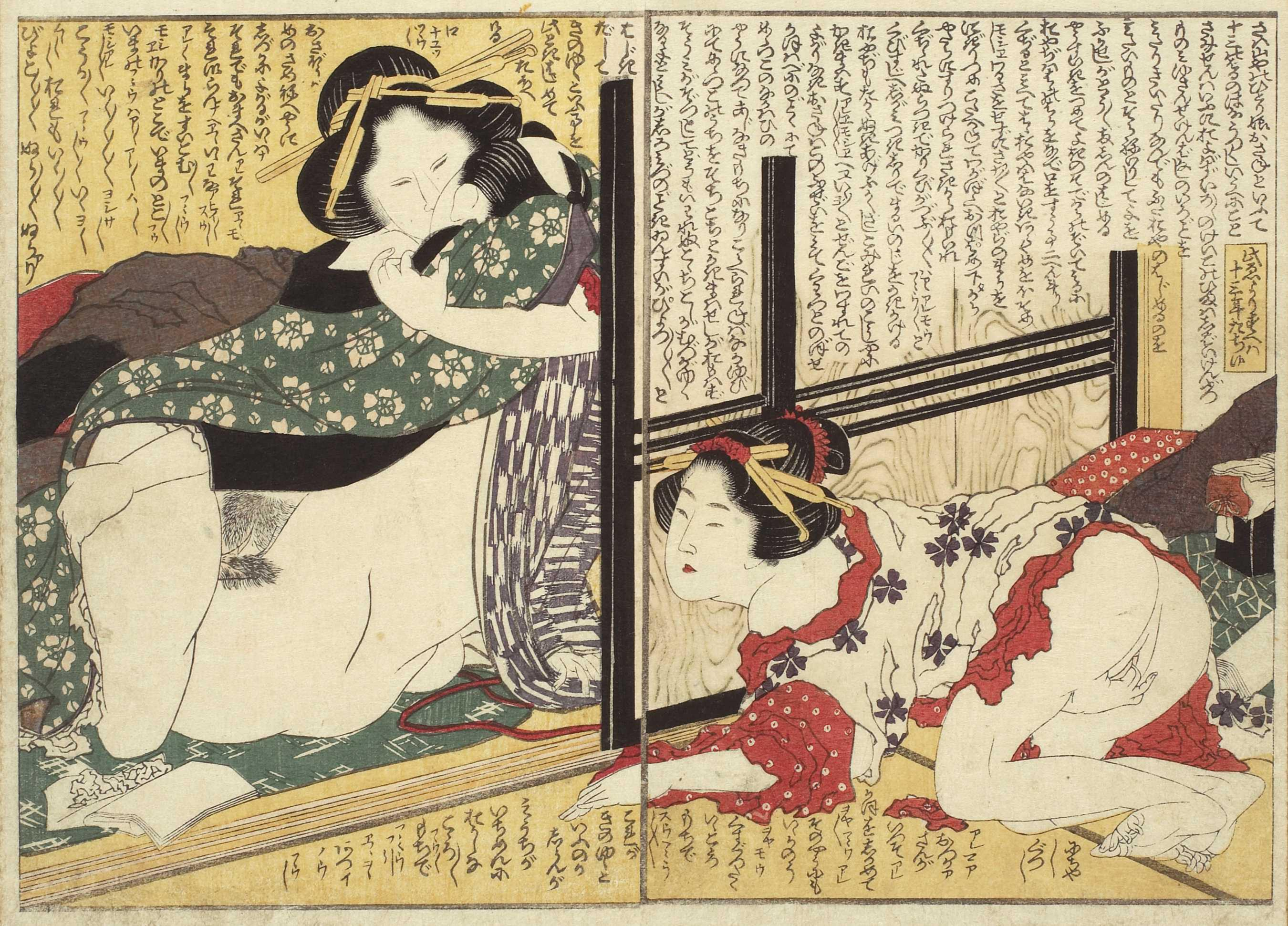
Una persona es masturba contemplant sexe entre dues persones, any 1821

Les pràctiques voyeuristes poden variar, però la seva característica principal és que el voyeur no interacciona directament amb el subjecte observat, el qual roman gairebé sempre aliè a aquesta observació.
El voyeur sol observar la situació des de lluny, ja sigui mirant pel pany d'una porta o per una escletxa, o utilitzant mitjans tècnics com ara un mirall, una càmera, etc. La masturbació acompanya, sovint, a l'acte voyeurista. El risc de ser descobert actua, sovint, com a potenciador de l'excitació.
Sovint, la tendència voyeurista ve associada amb la tendència exhibicionista, és a dir, gaudir mostrant-se, més o menys obertament, seminú o completament nu. Ambdues conductes posseeixen un fort component compulsiu, irrefrenable, de manera que els subjectes experimenten un augment de la seva freqüència cardíaca i de la sudoració davant l'aparició d'estímuls relacionats amb aquestes activitats. Aquests efectes físics desapareixen després de la realització de l'acte voyeurista.
El voyeurisme es dona principalment en homes, ja que és l'home el que depèn més del sentit de la vista per arribar a l'excitació sexual.
Per al gust voyeurista s'han creat els anomenats peep shows, que són actuacions que es realitzen en directe en els sex shops, o a Internet mitjançant una càmera web. Aquests espectacles solen mostrar a dones que fingeixen no saber que són observades mentre es despullen o masturben.
Per extensió, el terme s'utilitza també en un ampli context: per exemple, es parla de "voyeurisme del teleespectador" enfront d'unes imatges o esdeveniments relacionats amb les persones i la seva intimitat o nuesa; així, el voyeur pot ser també algú que gaudeix sent testimoni de situacions de patiment o desgràcia d'altres persones, conducta coneguda amb el terme alemany Schadenfreude.

## Cultura popular

### Cinema

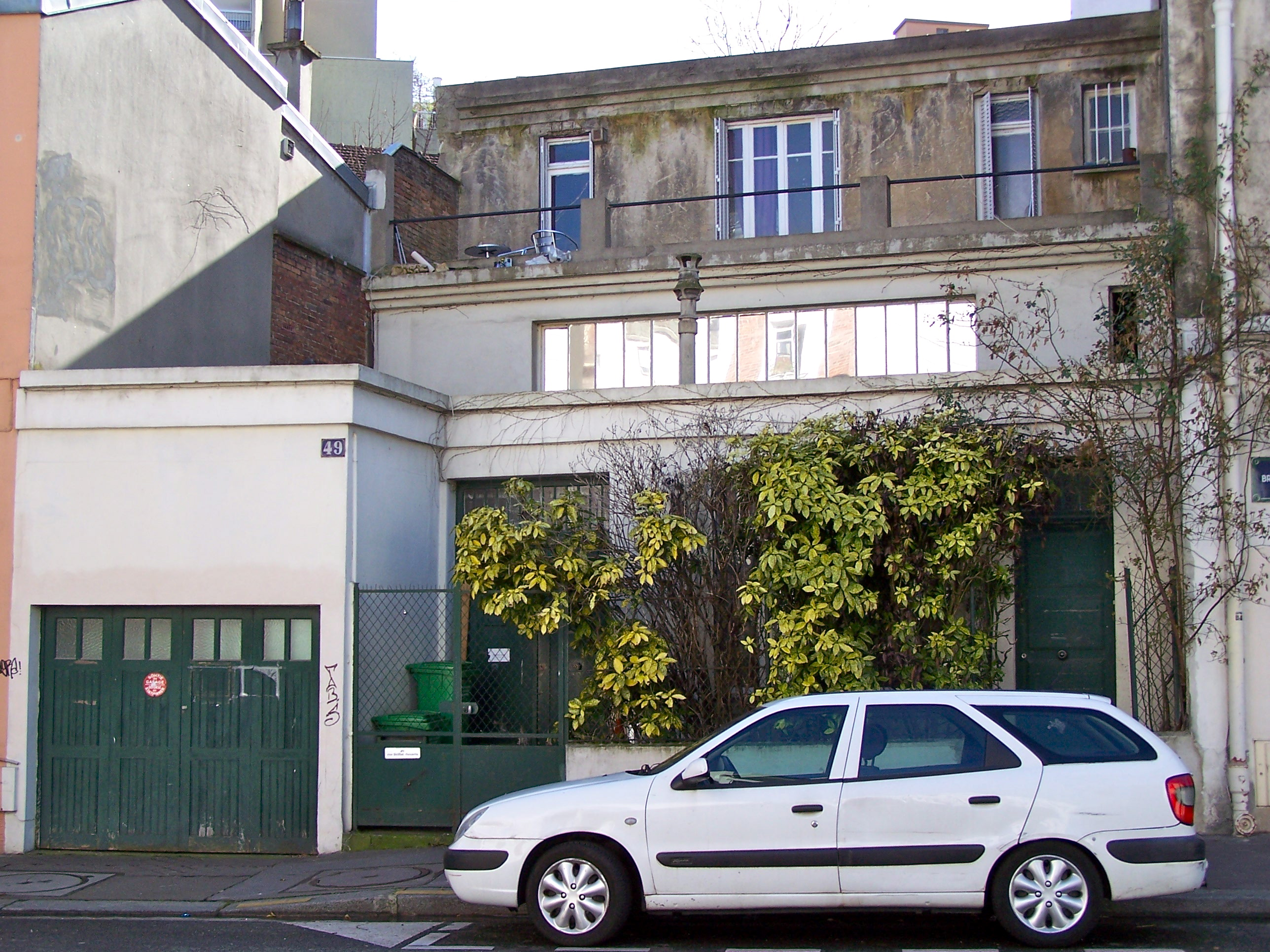
La casa de la família laurent, al film Caché, d'Haneke

- El voyeurisme és un tema principal en pel·lícules com The Secret Cinema (1968), Peepers (2010) i Sliver (1993), basada en un llibre homònim d’Ira Levin. En els anys 80, Brian De Palma va tocar el tema en la pel·lícula Body Double, amb Melanie Griffith de protagonista. Al film, un home es queda a cuidar la casa d'un amic. A la nit, en una casa propera, una dona realitza una sensual dansa mentre es despulla.

El 1989, el cineasta francès Patrice Leconte va mostrar un voyeur enamorat en el seu film Monsieur Hire, protagonitzat per una molt jove Sandrine Bonnaire i Michel Blanc, en el paper de Monsieur Hire.
Recentment, el director austríac Michael Haneke va mostrar la seva perspectiva a Caché, una producció francoaustríaca estrenada el 2005.
- El voyeurisme és un recurs narratiu comú en tots dos:
  - Pel·lícules serioses, per exemple, Rear Window (1954), Klute (1971), Blue Velvet (1986) i Disturbia (2007) i
  - Pel·lícules d'humor, per exemple, Animal House (1978), Gregory's Girl (1981), Porky's (1981), American Pie (1999) i Semi-Pro (2008)
- La fotografia voyeurística ha estat un element central de la mala escena de pel·lícules com:
  - Peeping Tom de Michael Powell (1960) i
  - L’explosió de Michelangelo Antonioni (1966)
- Kika (1993) de Pedro Almodóvar tracta tant el voyeurisme sexual com el mediàtic.
- A Malèna, un adolescent espia constantment el personatge principal.
- El telefilm Video Voyeur: The Susan Wilson Story (2002) es basa en una història real sobre una dona que va ser gravada en vídeo en secret i que posteriorment va ajudar a aprovar lleis contra el voyeurisme a algunes parts dels Estats Units.[19]
- El voyeurisme és un dispositiu argumental clau a la pel·lícula japonesa Love Exposure (Ai no Mukidashi). El personatge principal Yu Honda es fa fotos sota la faldilla per trobar la seva "Maria" per convertir-se en un home i obtenir el primer tast d'estimulació sexual.

## Elvoyeurismevist com a anomalia o malaltia mental
Algunes persones discriminen entre voyeurisme i activitat sexual que ells consideren "normal", malgrat també es produeixi excitació en contemplar la nuesa. No consideren "normal" la contemplació de la nuesa o d'actes sexuals com a font de plaer sexual sense interacció física interpersonal i de fet està catalogat al DSM-III-R, que també estableix una diferència entre voyeurisme i contemplació de pornografia, dient que es basa en el coneixement del fet de ser observat per la persona objecte de la conducta. Alguns autors, com ara Langevin i Lang (1987), consideren la pornografia com un acte voyeurista, sempre que aquest acte constitueixi la font primordial d'excitació sexual d'un subjecte, o una conducta recurrent.
Pel que fa als trets de personalitat del voyeurista, segons algun autor sembla que aquests subjectes han de ser tímids durant l'adolescència i amb certa dificultat per iniciar o mantenir relacions de parella. No són subjectes especialment propensos a posseir trets especialment patològics.

## Criminologia
El voyeurisme no consentit es considera una forma d'abús sexual. Quan l'interès per un tema en particular és obsessiu, el comportament es pot descriure com l'assetjament.
L'FBI dels Estats Units afirma que algunes persones que es dediquen a delictes "molestes" (com ara el voyeurisme) també poden tenir una propensió a la violència basada en comportaments de delinqüents sexuals greus. Un investigador de l'FBI ha suggerit que és probable que els voyeurs demostrin algunes característiques que són comunes, però no universals, entre els delinqüents sexuals greus que inverteixen temps i esforç considerables en la captura d'una víctima (o imatge d'una víctima); una planificació acurada i metòdica dedicada a la selecció i preparació d'equips; i sovint una atenció meticulosa als detalls.